# Пироэлектрики

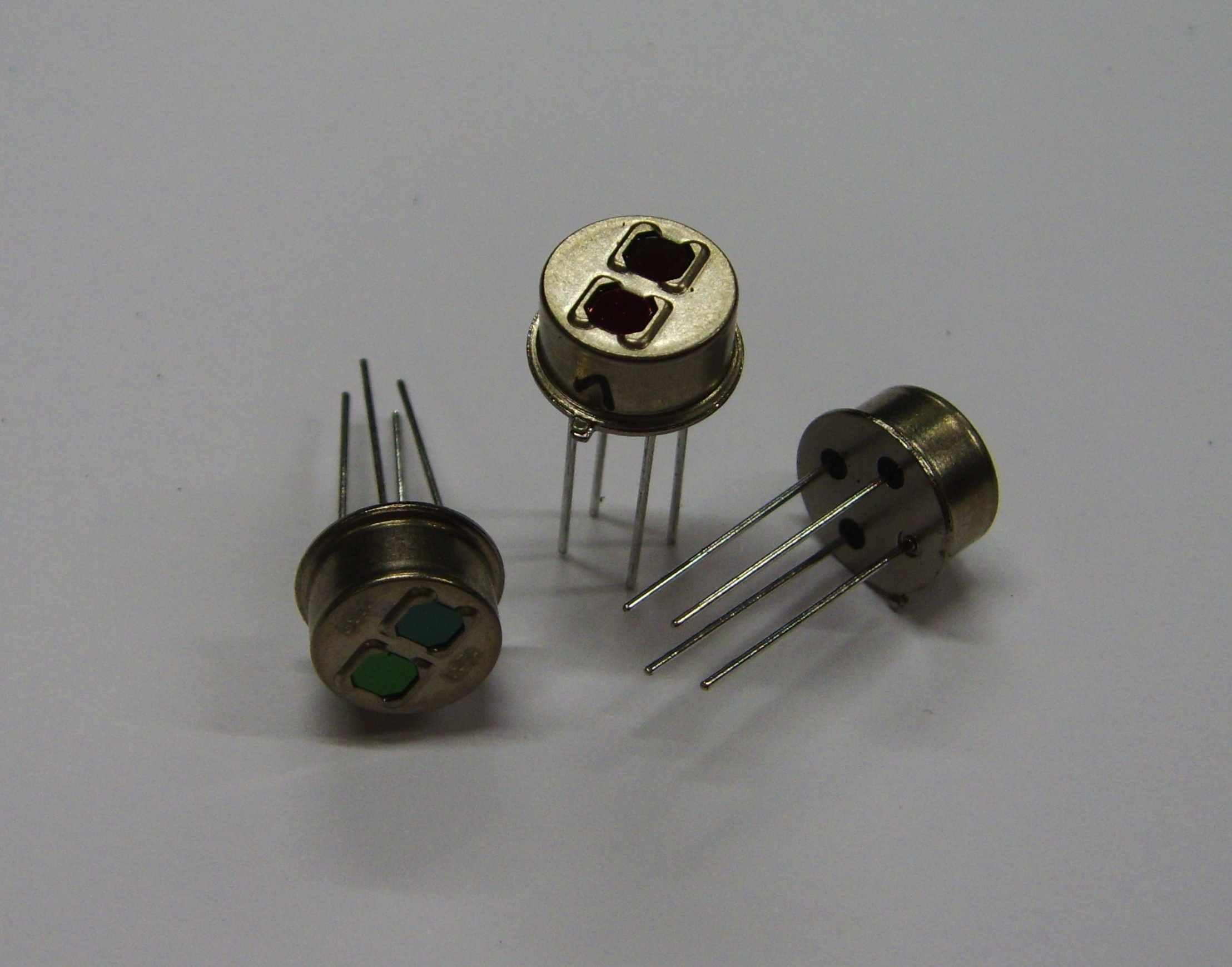
Пироэлектрические датчики

Пироэле́ктрики (от др.-греч. πῦρ — огонь) — кристаллические диэлектрики, обладающие спонтанной (самопроизвольной) поляризацией, то есть поляризацией в отсутствие внешних воздействий.

## Явление
Обычно спонтанная поляризация пироэлектриков незаметна, так как электрическое поле, создаваемое ею, компенсируется полем свободных электрических зарядов, которые «натекают» на поверхность из его объёма и из окружающего воздуха. При изменении температуры величина спонтанной поляризации изменяется, что вызывает появление электрического поля, которое можно наблюдать, пока свободные заряды не успеют его скомпенсировать. Это явление называется пироэлектрическим эффектом или пироэлектричеством.
Изменение спонтанной поляризации и появление электрического поля в пироэлектриках может происходить не только при изменении температуры, но и при деформировании. Таким образом, все пироэлектрики являются пьезоэлектриками, но не все пьезоэлектрики обладают пироэлектрическим эффектом.

## Типичные представители пироэлектриков
- турмалин
- янтарь
- триглицинсульфат
- титанат бария
- титанат свинца
- цирконат свинца
- сополимеры винилиденфторида (PVDF)
- моногидрат сульфита лития

## Объяснение эффекта
Существование спонтанной поляризации, то есть несовпадение центров тяжести положительных и отрицательных зарядов, обусловлено достаточно низкой симметрией кристаллов.

## Сегнетоэлектрики
Особой группой пироэлектриков являются сегнетоэлектрики. Если нагревать сегнетоэлектрик, то при определённой температуре спонтанная поляризация в нём исчезнет и кристалл перейдет в непироэлектрическое состояние (фазовый переход). В области температур, близких к температуре фазового перехода, величина спонтанной поляризации резко меняется с изменением температуры, так что пироэлектрический эффект в этой области особенно велик.
В отличие от пироэлектриков у сегнетоэлектриков направление спонтанной поляризации может быть изменено на противоположное приложением электрического поля. У пироэлектриков направление спонтанной поляризации не изменяется даже в сильном внешнем электрическом поле.

## Другие свойства
Существует эффект, обратный пироэлектрическому: если пироэлектрик поместить в электрическое поле, то его поляризация изменяется, что сопровождается нагреванием или охлаждением кристалла. Изменение температуры при этом прямо пропорционально напряжённости электрического поля.

## Применение в технике
Пироэлектрики используются в технике в качестве индикаторов и приёмников излучений. Их действие основано на регистрации электрических сигналов, возникающих между обкладками кристалла при изменении его температуры под воздействием внешнего излучения.